# 결정 맛대맛
《결정 맛대맛》은 2003년 5월 13일부터 2007년 11월 28일까지 방송된 요리 전문 예능 프로그램이다. 사실 본래는 기분전환 수요일에서 '대결 맛대맛'으로 진행되던 코너 중 하나였지만, 프로그램은 시청률 부진 때문에 6개월 만에 폐지되었고, 그나마 인기가 있었던 이 코너는 독립하여 2003년 5월 13일부터 화요일 오후 7시 15분에 방송되기 시작했으나, 보야르 원정대 후속으로 내정된 <선택! 리얼 데이트>가 이런저런 사정으로 편성이 보류되자 2003년 11월 9일부터 일요일 오전 10시 50분에 방송되었다.
그 후, 퀴즈! 육감대결이 신설되면서 2007년 봄 개편부터 수요일 오후 6시 50분으로 이동하여 70분 편성되었으며 SBS의 평일 오후 7시 20분에 방송된 그 여자가 무서워를 통해 일일 드라마가 부활됨에 따라 그 해 가을 개편부터 50분으로 축소 편성(오후 6:30 ~ 오후 7:20)되었지만 결국 같은 해 11월 28일을 끝으로 4년 6개월 만에 폐지되었다.

## 기획 의도
이제, 진정한 맛 대 맛이다!
지금까지는 맛 취향에 대한 대결 위주였다면,
이제는 맛을 직접 만들어 대결한다!

## 역대 MC
- 1기 : 정은아 & 류시원
- 2기 : 정지영 & 류시원
- 3기 : 강수정 & 류시원

## 고정 게스트
- 이연경, 안선영, 현영, 조형기

## 진행 형식
1라운드 스타 맞수
요리 대결을 할 스타의 이름이나 만들 메뉴를 보고, 각자 어느 팀에 설지를 결정한다.
여기서 한의사나 음식 전문가는 스타가 요리하는 과정에서 코멘트를 할 수 있다.
요리가 끝나면, 출연자들은 시식을 하고 판정을 내린다. 이 코너가 끝나면 출연자들은 각 스타의 팀원으로 합류한다.
혀풀기 퀴즈 - 음식 퀴즈 대결
2라운드의 주제와 연결이 되는 문제를 출제한다.
문제는 음식에 대한 지식을 겨루는 내용으로 출제된다.
2라운드 - 요리 맛장
1라운드의 팀 대결 구도가 없어지고, 전 출연자가 시식 판정단이 된다.
오늘의 테마 대결이 제시되면, 대결을 할 두 조리장이 등장한다.
그 뒤 형식은 1라운드와 동일하다.

## 기타
- 2006년 7월 1일부터 정은아 아나운서의 뒤를 이어 여자 MC로 발탁된 정지영 아나운서는 대리번역 의혹으로 시청자들로부터 사퇴 압력을 받아오자 2006년 10월 19일 SBS에 사의를 표명했고 이 과정에서 해당 프로그램에서 같은 달 22일 방송분을 끝으로 하차했다[4].

## 같이 보기
- 요리
- 음식

## 동일 소재 프로그램
- 한식탐험대 (KBS 시사교양본부 제작)
- 한국인의 밥상 (KBS 1TV)
- 신상출시 편스토랑, 백종원 클라쓰 (KBS 2TV)
- 최고의 요리 비결 (EBS 1TV)
- 찾아라! 맛있는 TV, 백파더: 요리를 멈추지 마!, 볼빨간 신선놀음, 로컬 식탁 (MBC TV)
- 백종원의 골목식당, 맛남의 광장, 식자회담 - 국가발전 프로젝트 (SBS TV)
- 우리가 아는 맛-알토란 (MBN)
- 식객 허영만의 백반기행 (TV조선)
- 삼시세끼, 백패커, 줄 서는 식당 (tvN)
- 맛있는 녀석들 (코미디TV)
- 노중훈의 여행의 맛 (MBC 표준FM)